# Grå djuphavstorsk
Grå djuphavstorsk (Halargyreus johnsonii) är en djuphavsfisk i familjen moridae(djuphavstorskar).

## Utseende
Den grå djuphavstorsken är en slank, avlång fisk med två sammanvuxna analfenor med tydlig ingröpning vid fogen. Huvudet har stora ögon, en mun med underbett och ingen skäggtöm under hakan. Kroppsfärgen är gråglänsande, ibland med ett skärt inslag. Den kan bli upp till 56 cm lång. 

## Vanor
Arten lever på fritt vatten från 450 till 3 000 m. Födan består av mindre kräftdjur och små bläckfiskar.

## Utbredning
Den grå djuphavstorsken påträffas fläckvis i subarktiska, tempererade och subantarktiska delar av Atlanten (bland annat vid Island, Kanada och längs södra Afrika), i norra Stilla havet vid Berings hav och från Alaska till Kalifornien, samt från Japan till Ochotska havet. Den har även påträffats vid Australien och Nya Zeeland.